# 阿米拉·阿尔法维
阿米拉·阿尔法维（法語：Amira Arfaoui；1999年8月8日—），瑞士女子足球运动员，司职中场，目前效力于云达不来梅体育俱乐部和瑞士国家女子足球队。她曾代表瑞士参加2023年国际足联女子世界杯。